# Goya a la millor pel·lícula documental
El Premi Goya a la millor pel·lícula documental és un dels 28 premis Goya que s'otorguen anualment. És concedit des de la setzena edició, l'any 2001.

## Nominats i guanyadors

### Dècada del 2020
| Guanyador             | Candidats | |
| XXXIX edició - 2025   | XXXIX edició - 2025 | XXXIX edició - 2025 |
| --------------------- | --- | --- |
|                       | | - Domingo Domingo, produït per Arunas Matelis, Laura García Andreu, Pepe Andreu, Rafa Molés - La guitarra flamenca de Yerai Cortés, produït per Antón Álvarez, Cristina Trenas, Santos Bacana - Marisol, llámame Pepa, produït per Blanca Torres, Chema de la Peña, José Carlos de Isla Troncoso, Paco Ortiz - Mi hermano Ali, produït per Paula Palacios - No estás sola, produït per Almudena Carracedo, Robert Bahar |
| XXXVIII edició - 2024 | | |
|                       | Mentre siguis tu de Claudia Pinto Emperador, Iván Martínez-Rufat, Joana M. Ortueta, Jordi Llorca, Óscar Bernàcer, Pilar Llorca | - Caleta Palace — José Antonio Hergueta, Leticia Salvago Soto - Contigo, contigo y sin mi — Amaya Villar Navascués, Carlo D'Ursi - Esta ambición desmedida — Antón Álvarez, Cristina Trenas, Isabel Utrera Alfaro, María Rubio, Patricia Alfaro, Rogelio González, Santos Bacana - Iberia, naturaleza infinita — Arturo Menor Campillo, Cristina Menor                                                                  |
| XXXVII edició - 2023  | | |
|                       | Labordeta, un hombre sin más de Gaizka Urresti                                                                                 | - A las mujeres de España. María Lejárraga, de Laura Hojman - El sostre groc, d'Isabel Coixet i coproducció de TV3 - Oswald. El falsificador, de Dani de la Orden, Kike Maíllo i Bernat Saumell - Sintiéndolo mucho, de Fernando León de Aranoa, Patricia de Muns, Ricardo Coeto i Sergi Reig |
| XXXVI edició - 2022   | | |
|                       | Quién lo impide de Jonás Trueba                                                                                                | - El retorn: la vida després de l'ISIS, d'Alba Sotorra - Héroes: Silencio y Rock & Roll, d'Alexis Morante - Un blues per a Teheran, de Javier Tolentino |
| XXXV edició - 2021    | | |
|                       | El año del descubrimiento de Luis López Carrasco                                                                               | - Anatomía de un dandy - Cartas mojadas - My Mexican Bretzel |
| XXXIV edició - 2020   | | |
|                       | Ara Malikian: Una vida entre las cuerdas de Nata Moreno                                                                        | - Aute Retrato - El cuadro - Historias de nuestro cine |

### Dècada del 2010
| Guanyador            | Candidats                                                                               | |
| XXXIII edició - 2019 | XXXIII edició - 2019                                                                    | XXXIII edició - 2019 |
| -------------------- | --------------------------------------------------------------------------------------- | --- |
|                      | El silencio de otros d'Almudena Carracedo i Robert Bahar                                | - Apuntes para una película de atracos - Camarón: Flamenco y revolución - Desenterrando Sad Hill                                                           |
| XXXII edició - 2018  |                                                                                         | |
|                      | Muchos hijos, un mono y un castillo de Gustavo Salmerón                                 | - Cantábrico, los dominios del oso pardo - Dancing Beethoven - Saura(s)                                                                                    |
| XXXI edició - 2017   |                                                                                         | |
|                      | Frágil equilibrio de Guillermo García López                                             | - 2016. Nacido en Siria, de Hernán Zin - El Bosco. El jardín de los sueños, de José Luis López-Linares - Omega, de Gervasio Iglesias i José Sánchez-Montes |
| XXX edició - 2016    |                                                                                         | |
|                      | Sueños de sal d'Alfredo Navarro                                                         | - Chicas nuevas 24 horas de Mabel Lozano - I Am Your Father de Toni Bestard i Marcos Cabotá - The Propaganda Game d'Álvaro Longoria                        |
| XXIX edició - 2015   |                                                                                         | |
|                      | Paco de Lucía: La búsqueda de Curro Sánchez Varela                                      | - Nacido en Gaza de Hernán Zin - Edificio España de Víctor Moreno - El último adiós de Bette Davis de Pedro González Bermúdez                              |
| XXVIII edició - 2014 |                                                                                         | |
|                      | Las maestras de la República de Pilar Pérez Solano                                      | - Món petit de Marcel Barrena - Con la pata quebrada de Diego Galán - Guadalquivir de Joaquín Gutiérrez Acha                                               |
| XXVII edició - 2013  |                                                                                         | |
|                      | Hijos de las nubes, la última colonia de Álvaro Longoria, Lilly Hartley i Javier Bardem | - Contra el tiempo de José Manuel Serrano Cueto - Mapa de León Siminiani - Los mundos sutiles de Eduardo Chapero-Jackson                                   |
| XXVI edició - 2012   |                                                                                         | |
|                      | Escuchando al juez Garzón de Isabel Coixet                                              | - Morente de Emilio Ruiz Barrachina - El quadern de fang de Isaki Lacuesta - 30 años de oscuridad: de Manuel H. Martín                                     |
| XXV edició - 2011    |                                                                                         | |
|                      | Bicicleta, cullera, poma de Carles Bosch                                                | - ¿Cuánto pesa su edificio, señor Foster? de Carlos Carcas i Norberto López Amado - María y yo de Félix Fernández de Castro                                |
| XXIV edició - 2010   |                                                                                         | |
|                      | Garbo: el espía d'Edmon Roch                                                            | - Cómicos de Marta Arribas - La mirada de Ouka Leele de Rafael Gordon - Últimos testigos de José Luis López-Linares i Manuel Martín Cuenca                 |

### Dècada del 2000
| Guanyador           | Candidats                                                                                           | |
| XXIII edició - 2009 | XXIII edició - 2009                                                                                 | XXIII edició - 2009 |
| ------------------- | --------------------------------------------------------------------------------------------------- | --- |
|                     | Bucarest, la memòria perduda d'Albert Solé                                                          | - Old Man Bebo de Carlos Carcas - El pollo, el pez y el cangrejo real de José Luis López-Linares - El último truco de Sigfrid Monleón |
| XXII edició - 2008  | | |
|                     | Invisibles d'Isabel Coixet, Mariano Barroso, Wim Wenders, Javier Corcuera i Fernando León de Aranoa | - Fados de Carlos Saura - Lucio d'Aitor Arregi i Jose Mari Goenaga - El productor de Fernando Méndez-Leite |
| XXI edició - 2007   | | |
|                     | Cineastes en acció de Carles Benpar                                                                 | - Hécuba, un sueño de pasión d'Arantxa Aguirre i José Luis López-Linares - Más allá del espejo de Joaquim Jordà - La silla de Fernando de Luis Alegre i David Trueba |
| XX edició - 2006    | | |
|                     | Cineastes contra magnats de Carles Benpar                                                           | - Iberia de Carlos Saura - Trece entre mil d'Iñaki Arteta - Veinte años no es nada de Joaquim Jordà |
| XIX edició - 2005   | | |
|                     | El milagro de Candeal de Fernando Trueba                                                            | - De nens de Joaquim Jordà - Salvador Allende de Patricio Guzmán - ¡Hay motivo! d'Álvaro del Amo, Vicente Aranda, Mariano Barroso, Bernardo Belzunegui, Antonio José Betancor, Icíar Bollaín, Juan Diego Botto, Daniel Cebrián, Isabel Coixet, Fernando Colomo, José Luis Cuerda, Ana Díez, Miguel Ángel Díez, El Gran Wyoming, Diego Galán, Víctor García León, Yolanda García Serrano, José Luis García Sánchez, Manuel Gómez Pereira, Chus Gutiérrez, Mireia Lluch, Víctor Manuel, Julio Medem, Sigfrid Monleón, Pedro Olea, Joaquim Oristrell, Pere Portabella, Gracia Querejeta, José Ángel Rebolledo, Manuel Rivas, David Trueba, Alfonso Ungría, Imanol Uribe, Pere Joan Ventura |
| XVIII edició - 2004 | | |
|                     | Un instante en la vida ajena de José Luis López-Linares                                             | - La pelota vasca. La piel contra la piedra de Julio Medem - Polígono Sur de Dominique Abel - Suite Habana de Fernando Pérez |
| XVII edició - 2003  | | |
|                     | El efecto Iguazú de Pere Joan Ventura                                                               | - Balseros de Carles Bosch i Josep Maria Domènech - De Salamanca a ninguna parte de Chema de la Peña - Nómadas del viento de Jacques Perrin |
| XVI edició - 2002   | | |
|                     | En construcció de José Luis Guerín                                                                  | - Asesinato en febrero d'Eterio Ortega - Extranjeros de sí mismos de José Luis López-Linares i Javier Rioyo - Los niños de Rusia de Jaime Camino |